# Näkten
Näkten eller Näckten är en sjö i Bergs kommun och Östersunds kommun i Jämtland och ingår i Indalsälvens huvudavrinningsområde. Sjön är 44 meter djup, har en yta på 83 kvadratkilometer och befinner sig 323 meter över havet. Sjön avvattnas till Storsjön via en 4 km kort å, Billstaån, som flyter genom Hackås.
Näkten är till ytan Sveriges 29:e största sjö. Sjön är närmare 4 mil lång från norr till söder och har enligt traditionen 365 öar. I verkligheten rör det sig om högst 200 inklusive holmar och kåbbar.
Den är däremot påfallande smal och dess bredd uppgår på flera ställen till endast 1–2 km. Terrängmässigt varierar sig sjön så pass att på vissa platser upplevs den som Stockholms skärgård, på andra platser som småländska tjärnar. Strax norr om Bilstaåns åmun finns Målingen. Dess form är av en krater, Målingenkratern. Det är ett samtidigt nedfall med ett större nedfall som bildade Locknekratern. Den är upphovet till Locknesjön som ligger ca 16 km nordost om nedslaget för Målingen. 
Näktens norra del ligger inom Näs socken i Östersunds kommun och den södra delen ligger inom Hackås socken i Bergs kommun. Vid sjöns södra ände ligger Gillhov. På östra sidan ligger bland annat Dödre. Från sommaren 2011 finns ett sjökort över hela sjön.

## Fiske
Näkten är populär för fiske av ädelfisk. Fisket kan ske året om förutom under bestämda tider då det råder förbud för att skydda den speciella Näcktenrödingen.

## Delavrinningsområde
Näkten ingår i delavrinningsområde (696977-143990) som SMHI kallar för Utloppet av Näkten. Medelhöjden är 341 meter över havet och ytan är 181,77 kvadratkilometer. Räknas de 39 avrinningsområdena uppströms in blir den ackumulerade arean 490,82 kvadratkilometer. Billstaån som avvattnar avrinningsområdet har biflödesordning 2, vilket innebär att vattnet flödar genom totalt 2 vattendrag innan det når havet efter 274 kilometer. Avrinningsområdet består mestadels av skog (43 procent). Avrinningsområdet har 83,23 kvadratkilometer vattenytor vilket ger det en sjöprocent på 45,7 procent.